# Lycée militaire Ivan-Bohun
Le lycée militaire Ivan-Bohun est une école recréée en Ukraine en 1992. Elle se situe dans des bâtiments classés et porte le nom d'Ivan Bohun.

## Historique
Elle a été fondée en 1943 comme lycée militaire Souvorov de Kiev.

## Enseignements
Il se fait au sein de deux corps de cadets et comprend un orchestre.

## Élèves notables
- Oleksandr Porkhoun, Héros de l'Ukraine, ministre.
- Aleksey Tchoubachev, directeur d'une chaîne de radio, militaire des forces spéciales.
- Roman Mashovets, fonctionnaire.

## Lieux d'accueil

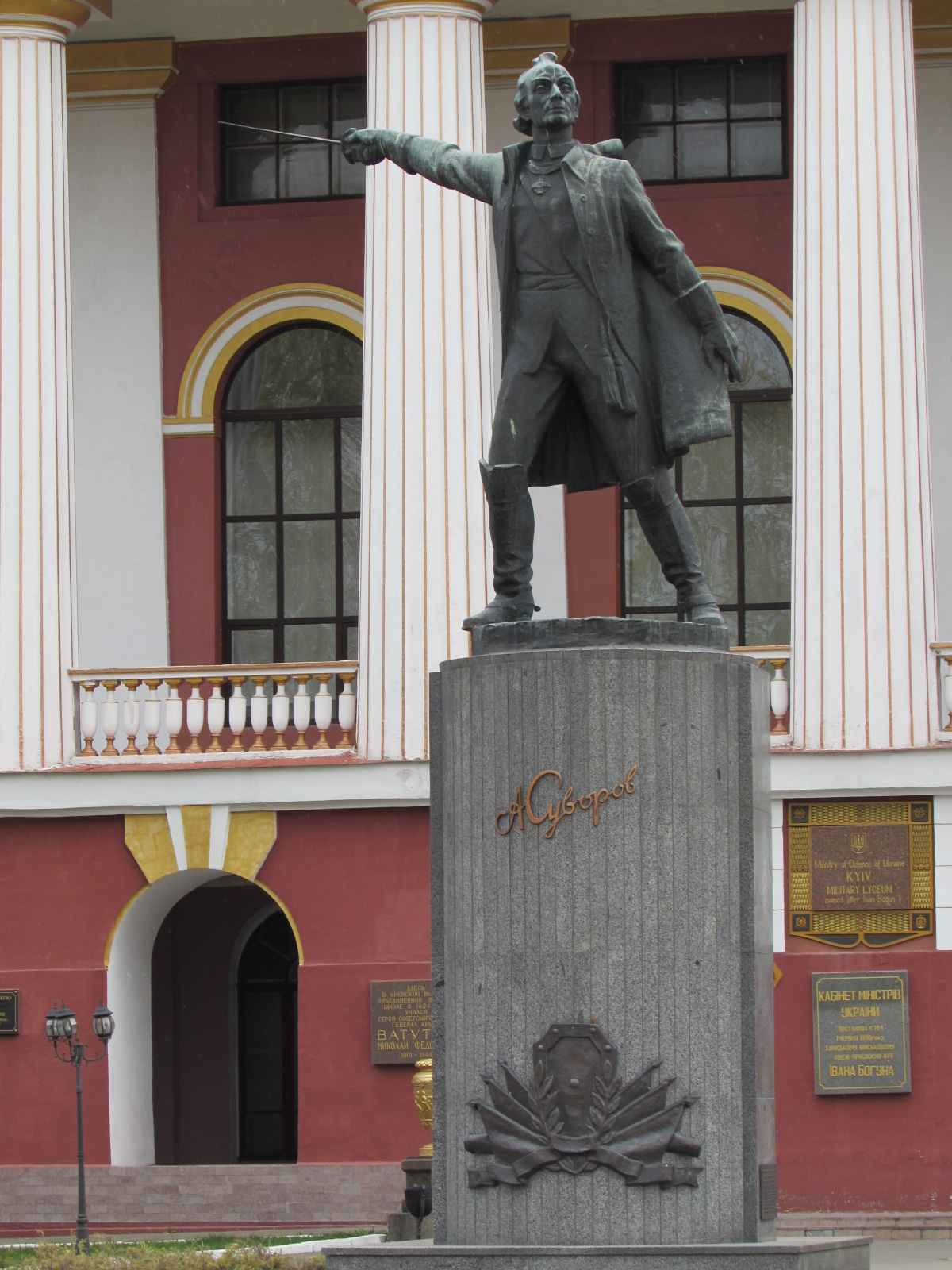
Monument à Souvorov, classé[3],
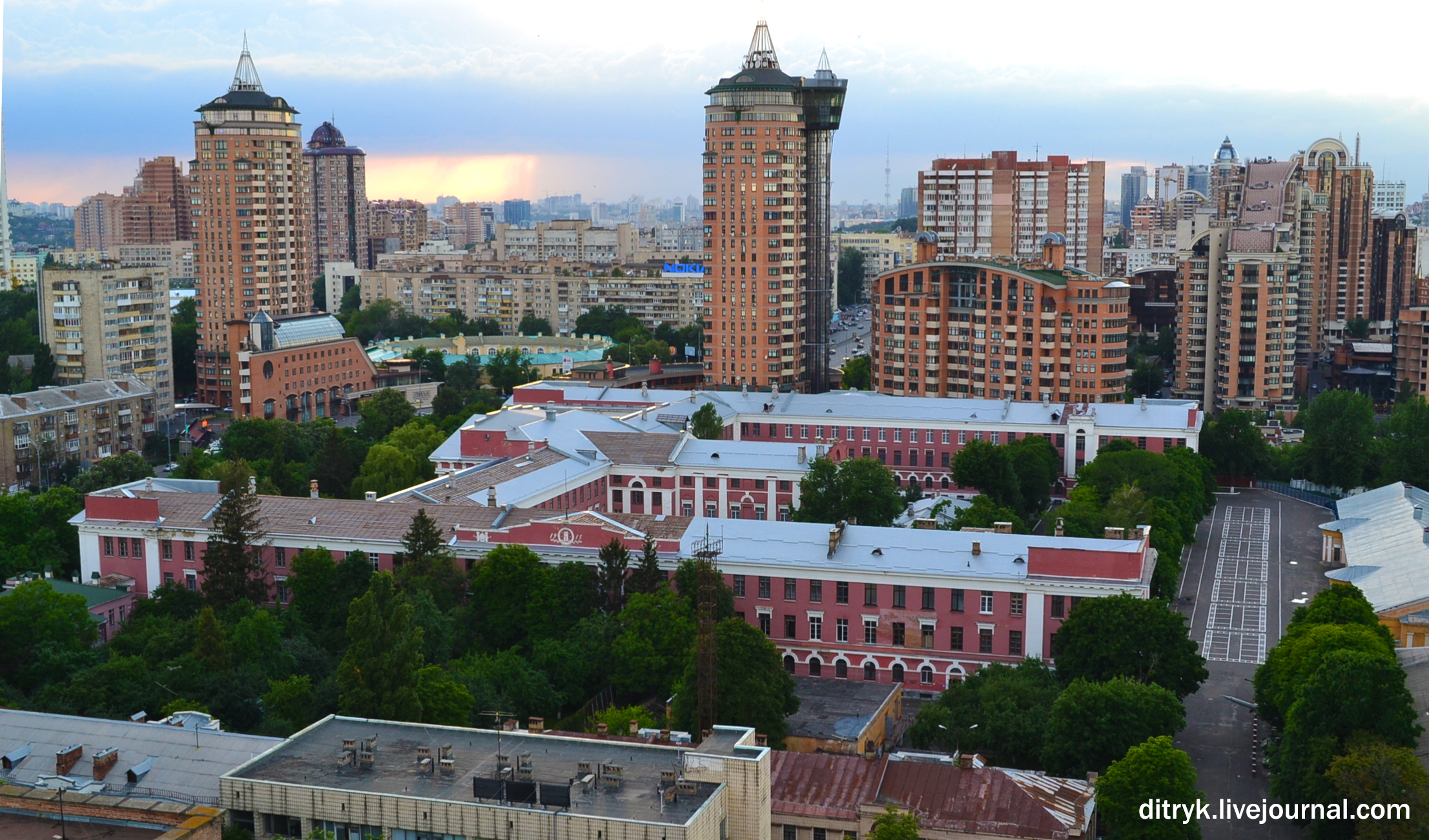
bâtiments, classés[4],
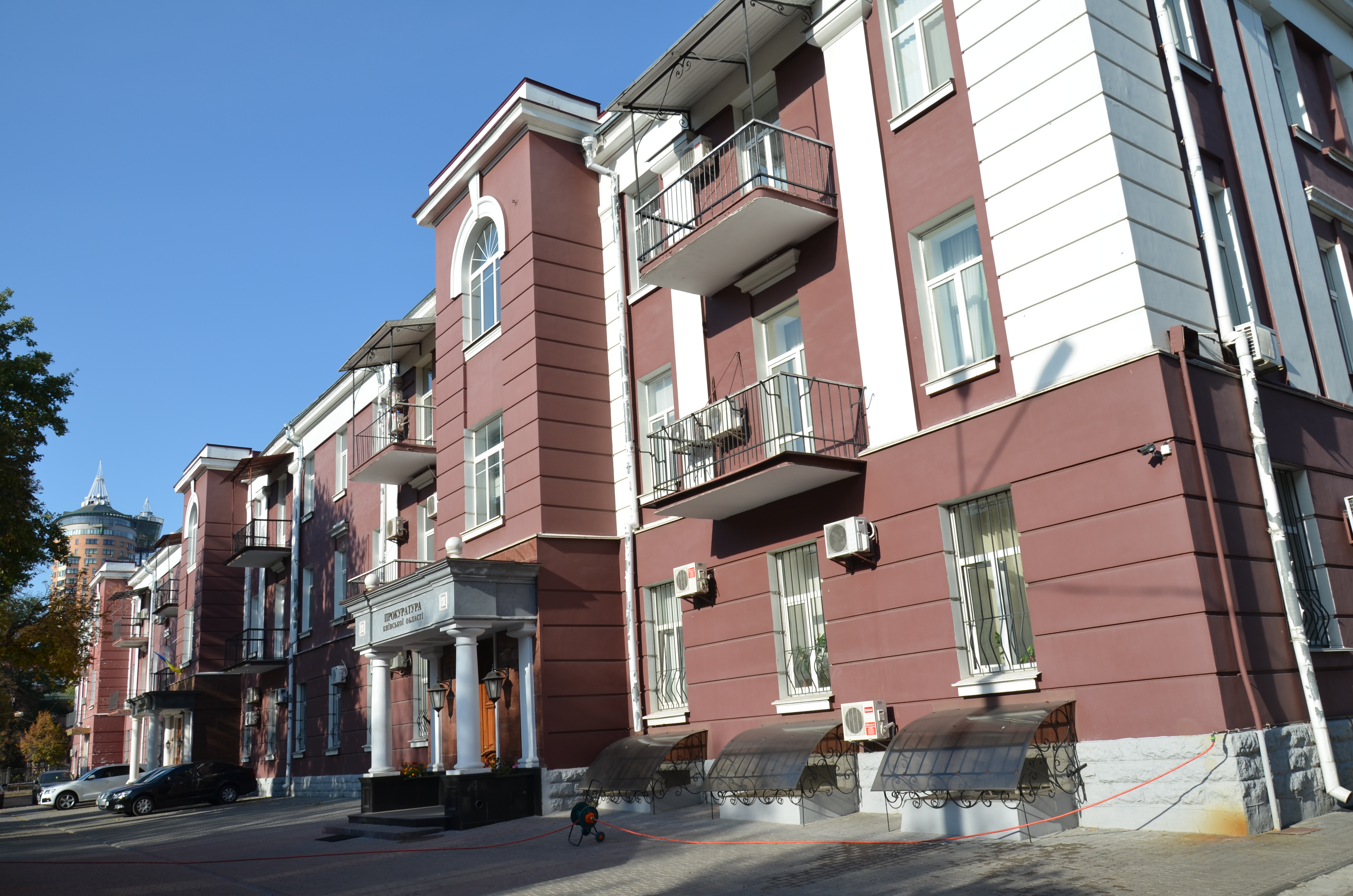
bâtiments de la rue Lessia-Oukraina classé[5],
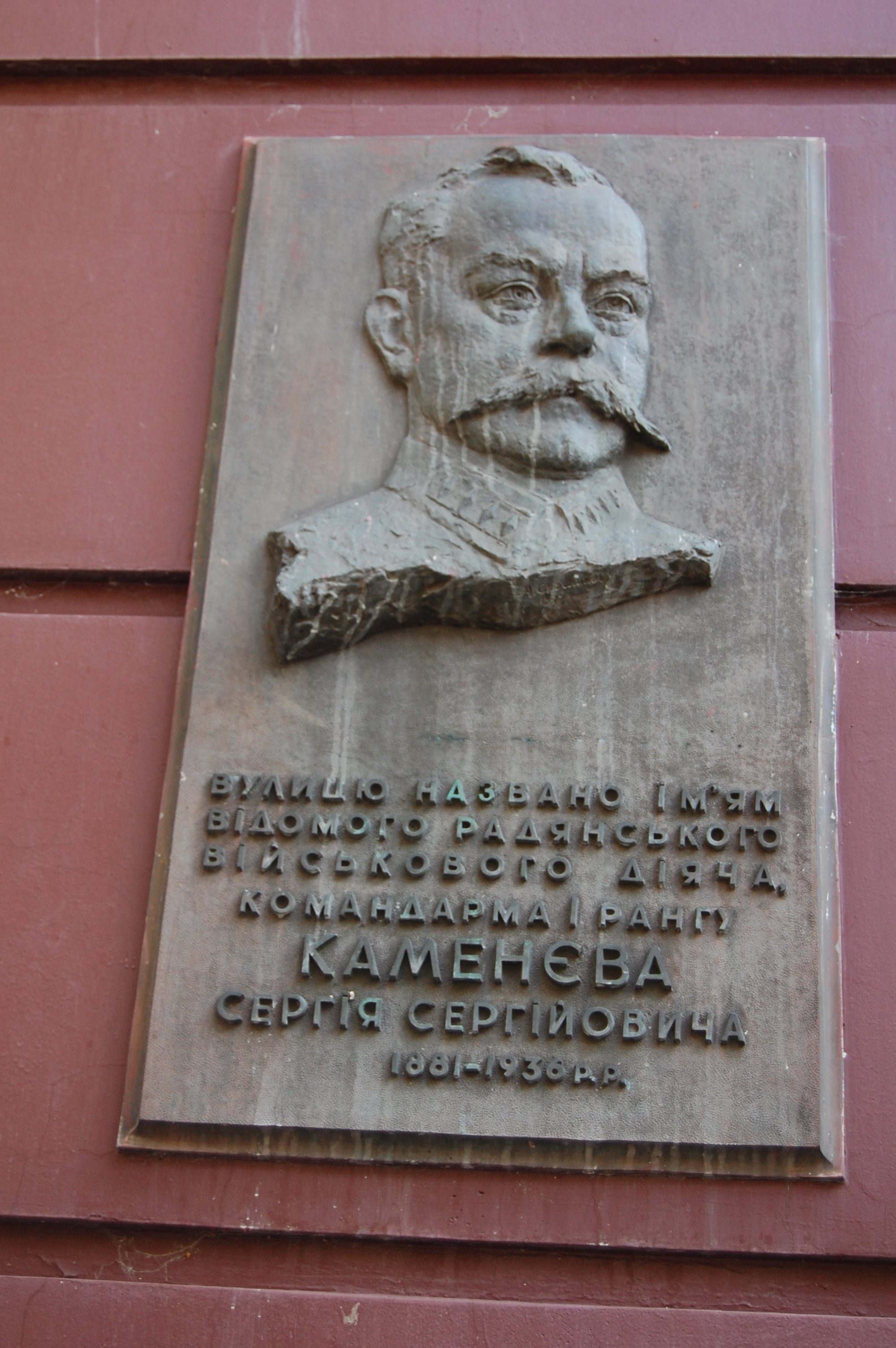
plaque à Sergueï Kamenev classé[5],
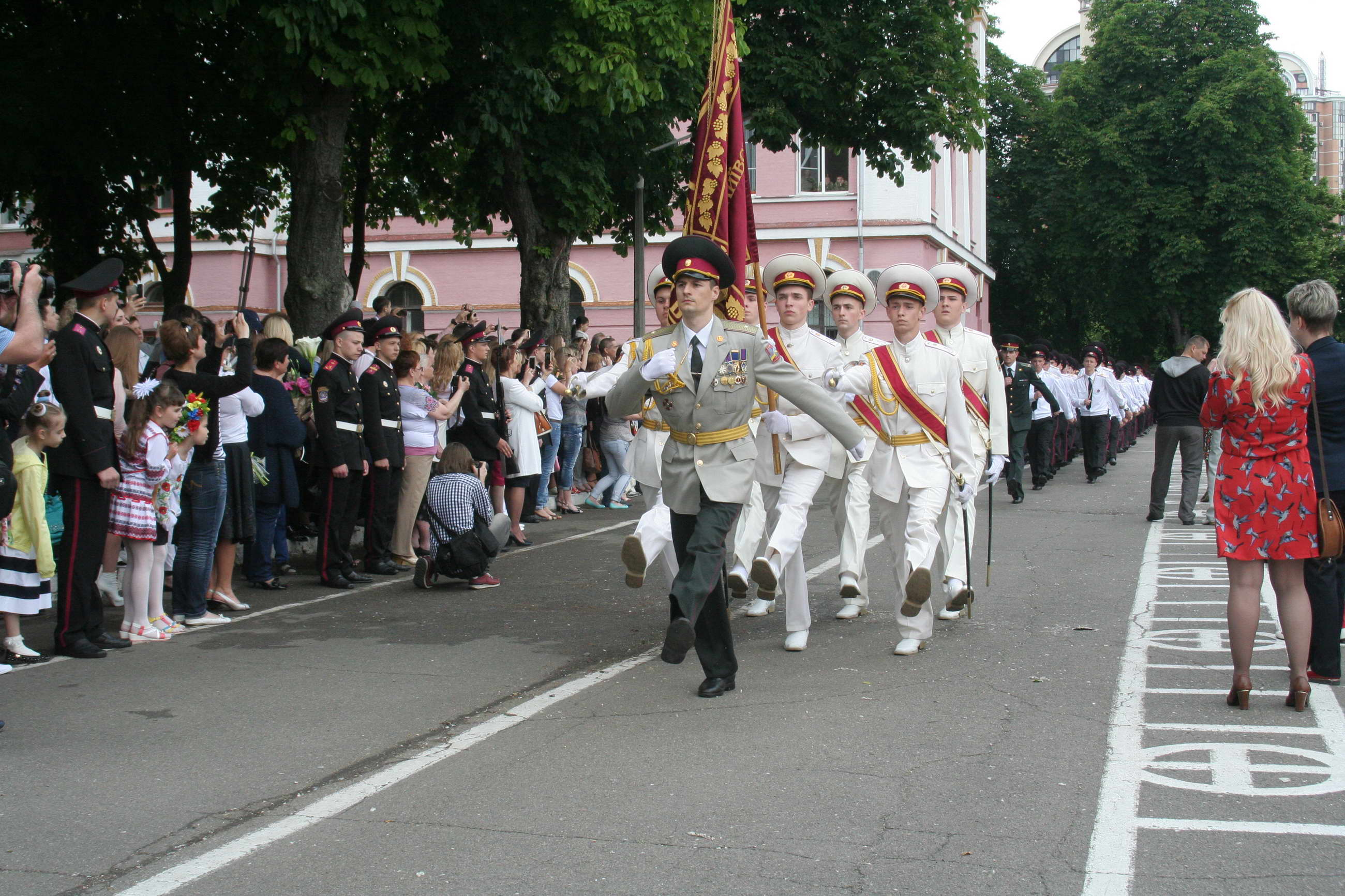
cadets en 2016.